# Hans-Ulrich Hoche
Hans-Ulrich Hoche (* 16. Februar 1932 in Erfurt †️ 10. Oktober 2023 in Friedrichshafen) war ein deutscher Philosoph.

## Leben
Nach einigen Semestern Physik und Mathematik in Gießen studierte Hans-Ulrich Hoche Philosophie, Vergleichende Religionswissenschaft und Slavistik in Bonn und Köln. Sein Studium finanzierte er zunächst als Werkstudent; danach wurde er durch die Studienstiftung des deutschen Volkes gefördert. Im Anschluss an die Promotion bei Ludwig Landgrebe in Köln (1962) war er bis 1965 als DAAD-Lektor an der Universität der Philippinen in Quezon City tätig. Es folgten einige Jahre als Referent bei der Studienstiftung des deutschen Volkes in Bad Godesberg (1965–1967), als Forschungsstipendiat der Deutschen Forschungsgemeinschaft bei Günther Patzig in Göttingen (1967–1969) und als Wissenschaftlicher Assistent bei Günter Gawlick an der Ruhr-Universität Bochum (1969–1976). Nach seiner Habilitation (1971) wurde er dort zum Außerplanmäßigen Professor (1973), zum Universitätsdozenten (1976) und zum Universitätsprofessor (1980) ernannt. Von 1991 bis 1993 war er Dekan der Bochumer Fakultät für Philosophie, Pädagogik und Publizistik. Seit 1996 ist er im Ruhestand. Seit 2013 wohnte er in Friedrichshafen am Bodensee.

## Forschung
Methodologisch ist Hans-Ulrich Hoche besonders der sprachanalytischen Philosophie und der transzendentalen Phänomenologie Husserls verpflichtet. Thematisch hat er sich vor allem mit der Metaethik und der Leib-Seele-Welt-Problematik befasst. Für jene hat er eine integrierte glaubens- und wollenslogische Analyse, für diese einen ‚komplementaristischen‘ Ansatz vorgeschlagen.

### Methoden des Philosophierens; informale Logik
Aufgrund seiner Überzeugung, dass die sachbezogene philosophische Einstellung eine völlig andere ist (und sein muss) als die philosophiegeschichtliche, wurde es ihm immer wichtiger, die – nicht-empirischen – Methoden zu thematisieren und möglichst genau zu erforschen, die ein intellektuell und gesellschaftlich zu verantwortendes Philosophieren von den vielfältigen, aber überwiegend empirischen Methoden der etablierten Natur- und Geisteswissenschaften (einschließlich der Philosophiegeschichte) unterscheiden. Als wesentlich für ihn haben sich besonders transzendental-phänomenologische und sprachanalytische Methoden herausgestellt. Dabei galt und gilt sein Interesse besonders der informalen Logik, wie sie sich, auf der Grundlage der je eigenen Phantasie- und Idiolektkompetenz, namentlich in pragmatisch-semantischen Kombinations- oder Zustimmungstests ausprägt.

### Metaethik; integrierte Glaubens- und Wollenslogik
Diese Methoden hat er inhaltlich erstens bei der logischen, und zwar idiolektischen, Analyse des Begriffs der moralischen Verpflichtung und der darauf beruhenden Begründung des – analytisch wahren – Moralprinzips der ‚Universalisierten Goldenen Regel‘ fruchtbar zu machen versucht. Dabei erwies es sich als nötig, eine von den etablierten deontischen und epistemischen Logiken in mehreren Hinsichten abweichende integrierte Glaubens- und Wollenslogik (doxastisch-theletische Logik) zu entwerfen.

### Bewusstseinstheorie; Leib-Seele-Probleme
Jene Methoden hat er zweitens auch bei der logischen Analyse von Identitätsaussagen und der darauf beruhenden Konzeption des Begriffs einer (nicht numerischen, sondern) ‚kategorialen‘ Verschiedenheit angewendet. Diese wichtige, aber meist unbeachtet bleibende Form der Nicht-Identität nimmt im Falle des Verhältnisses von subjektiv erlebtem Bewusstsein und objektiv wahrnehmbaren Körpervorgängen (etwa im Gehirn) die Sonderform einer strikten – insbesondere nicht als Zwei-Aspekte-Theorie zu missdeutenden – ‚Komplementarität‘ etwa im Sinne von Niels Bohr an.

### Logik, Sprachphilosophie, Wissenschaftstheorie
Mehr als Nebenprodukte seiner weitgespannten Lehr- und Prüfungstätigkeit sowie seiner zuvor genannten Forschungen entstanden insbesondere einige Texte auf – und zwischen – den Gebieten von Logik, Sprachphilosophie und Wissenschaftstheorie.

## Schriften (Auswahl)
- 2015: Organspende und Universalisierte Goldene Regel. Für: Jahrbuch für Recht und Ethik / Annual Review of Law and Ethics 23 (2015).
- 2014: Identity Reconsidered [zusammen mit Michael Knoop]. Noch unveröffentlicht.
- 2013: In Search of a Purely Noematic Phenomenology. The Complementaristic Approach to Consciousness vs. Husserl’s Method of Transcendental Reduction. In: Uwe Meixner & Rochus Sowa (eds.), The Philosophy of Edmund Husserl (Logical Analysis and History of Philosophy, Vol. 16), mentis, Paderborn 2013, S. 15–48.
- 2012: Ascriptions of propositional attitudes. An analysis in terms of intentional objects [zusammen mit Michael Knoop]. In: Phenomenology and the Cognitive Sciences 12 (2013), S. 747–768.
- 2010: Logical Relations Between Kant’s Categorical Imperative and the Two Golden Rules [zusammen mit Michael Knoop]. In: Jahrbuch für Recht und Ethik / Annual Review of Law and Ethics 18 (2010), S. 483–518.
- 2008: Anthropological Complementarism. Linguistic, Logical, and Phenomenological Studies in Support of a Third Way Beyond Dualism and Monism. mentis, Paderborn 2008.
- 2004: In Search of an Integrated Logic of Conviction and Intention. In: Jahrbuch für Recht und Ethik / Annual Review of Law and Ethics 12 (2004), S. 401–434.
- 1995: Do Illocutionary, or Neustic, Negations Exist? In: Erkenntnis 43 (1995), S. 127–136.
- 1995: Anthropologische Komplementarität und die ‚Einheit der Sache‘. Versuch einer skeptischen Lösung eines skeptischen Zweifels. In: L. Kreimendahl (Hrsg.) Aufklärung und Skepsis. Studien zur Philosophie und Geistesgeschichte des 17. und 18. Jahrhunderts (Festschrift für Günter Gawlick), Stuttgart: Frommann-Holzboog, S. 107–129.
- 1992: Elemente einer Anatomie der Verpflichtung. Pragmatisch-wollenslogische Grundlegung einer Theorie des moralischen Argumentierens. Alber, Freiburg / München 1992.
- 1990: Einführung in das sprachanalytische Philosophieren. Wissenschaftliche Buchgesellschaft, Darmstadt 1990.
- 1987: Das Leib-Seele-Problem: Dualismus, Monismus, Perspektivismus. In: Philosophia naturalis. 24, 1987, S. 218–236.
- 1986: Subjektivität. In: J. Kirchberg und J. Müther (Hrsg.), Philosophisch-Theologische Grenzfragen (Festschrift für Richard Schaeffler), Essen: Ludgerus, S. 51–63.
- 1985: Analytische Philosophie [zusammen mit Werner Strube]. Alber, Freiburg / München 1985 (= Handbuch Philosophie, hrsg. von E. Ströker & W. Wieland, Band 6).
- 1983: Zur logischen Struktur von ‚Goldene-Regel‘-Argumenten im Sinne Hares. In: Kant-Studien 74 (1983), S. 453–478.
- 1982: Beziehungen zwischen der Semantik Freges und der Noematik Husserls. In: Archiv für Geschichte der Philosophie 64 (1982), S. 166–197.
- 1981: Zur Methodologie von Kombinationstests in der analytischen Philosophie. In: Zeitschrift für allgemeine Wissenschaftstheorie / Journal for General Philosophy 12 (1981), S. 28–54.
- 1977: Kausalgefüge, irreale Bedingungssätze und das Problem der Definierbarkeit von Dispositionsprädikaten. In: Zeitschrift für allgemeine Wissenschaftstheorie / Journal for General Philosophy of Science 8 (1977), S. 257–291.
- 1973: Handlung, Bewusstsein und Leib. Vorstudien zu einer rein noematischen Phänomenologie. Alber, Freiburg / München 1973. [Habilitationsschrift.]
- 1964: Nichtempirische Erkenntnis. Analytische und synthetische Urteile a priori bei Kant und bei Husserl. Hain, Meisenheim am Glan 1964. [Dissertation.]